# Splash (parque de diversão)

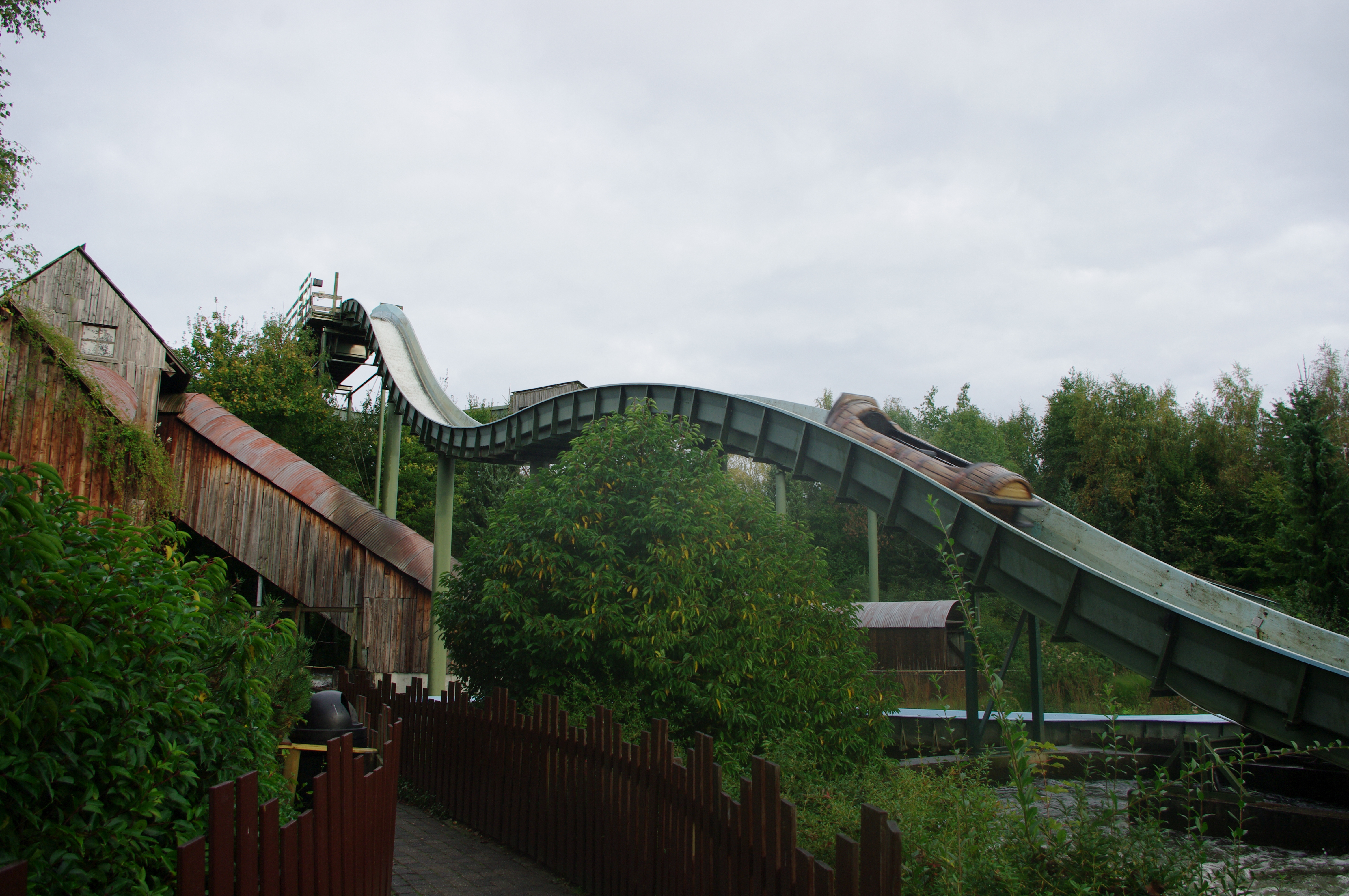
O brinquedo Splash no parque temático de Walibi World, nos Países Baixos

Splash é um brinquedo de parque de diversão em que os visitantes entram num barco e sobem a uma certa altura, fazendo com que o barco desça numa velocidade rápida e caia na água, fazendo os visitantes se molharem parcial ou totalmente.
Parques que possuem este brinquedo:
- Hopi Hari: os visitantes sobem numa altura, o barco desce com tudo, passando por um túnel transparente.
- Playcenter: os visitantes entram num barco passando por diversos cenários, de repente chega uma subida.
- Beto Carrero World: os visitantes entram num bote, o brinquedo possui duas descidas do mesmo tamanho.
- Mirabilândia: os visitantes sobem uma altura e desce numa escada com agua, brinquedo possui duas descidas uma maior que a outra.

Parque da Mônica